# Teatre Nacional de Catalunya
Het Teatre Nacional de Catalunya (TNC) of Catalaans Nationaal Theater in Barcelona is naast het operatheater Liceu een van de belangrijkste openbare theaters van Catalonië. Het legt zich vooral op het gesproken theater toe.
 Het postmodernistische gebouw is onmiskenbaar aan de klassieke Griekse tempels geïnspireerd en beschikt over drie zalen. Het bestaat uit twee gebouwen: het hoofdgebouw, waar de kleine en de grote zaal alsook de administratieve diensten zich bevinden, en een tweede gebouw met een polyvalente zaal Sala Tallers. Sedert 1998 is de administratie van het Centre Dramàtic van de Catalaanse regering ook in het gebouw van het TNC ondergebracht.
Ofschoon de hoofdopdracht het gesproken theater is, worden er ook dansvoorstellingen en concerten georganiseerd. Naast nieuwe creaties worden er ook grote klassiekers uitgevoerd, zoals onder meer L'auca del Senyor Esteve van Santiago Rusiñol i Prats waarmee het gebouw in 1997 ingewijd werd en dat in 2009 hernomen werd, De Meeuw van Anton Tsjechov (1997-1998), De vrek  van Molière (1999-2000), El alcalde de Zalamea van Pedro Calderón de la Barca (2000-2001) en vele andere.

## Voorgeschiedenis
Tijdens de Tweede Spaanse Republiek werd het traditionele operatheater Liceu korte tijd omgedoopt tot Teatre Nacional de Catalunya. Tijdens de dictatuur (1939-1975) van Francisco Franco werden alle hervormingen uit de tijd van de republiek teruggedraaid. Na de Spaanse democratische overgang (1975-1978) bestond er grote behoefte om de culturele infrastructuur die tijdens de franquistische dictatuur verwaarloosd was opnieuw uit te bouwen, en ook het nieuw gewonnen Catalaanse zelfbewustzijn met emblematische bouwwerken te bevestigen. Vanaf het midden van de jaren 1980 gaan er stemmen op om een nieuw nationaal theater op te richten. De staatssecretaris voor cultuur Max Cahner i Garcia en de acteur Josep Maria Flotats i Picas die tot dan toe aan de Comédie Française verbonden was, begonnen namens de regionale regering met de voorbereiding van het project. In 1988 kreeg  architect  Ricard Bofill i Leví de opdracht voor een ontwerp. De bouwwerken begonnen in 1991 en waren klaar in 1997. De officiële inhuldiging vond plaats op de Diada Nacional de Catalunya in 1997, alhoewel er al vanaf 1996 toneelstukken in de kleine zaal opgevoerd werden. In 1995 werd de openbare naamloze vennootschap Teatre Nacional de Catalunya SA opgericht, die met het beheer belast werd.